# My All
"My All" é uma canção gravada pela artista musical estadunidense Mariah Carey para seu sexto álbum de estúdio, Butterfly (1997). Foi lançado como o quinto single do álbum e o segundo comercial em 21 de abril de 1998 pela editora discográfica Columbia Records. A música foi escrita e produzida por Carey e Walter Afanasieff. "My All" é construído em torno de melodias de acordes de guitarra latina e faz uso sutil de percussão durante o primeiro refrão, antes de assumir um R&B contemporâneo com uma batida de estilo mais convencional. Carey foi inspirada a escrever a música e usar melodias de inspiração latina após sua viagem a Porto Rico, onde foi influenciada pela cultura do território. A letra da música fala de uma mulher solitária declarando que daria "tudo de si" para ter apenas mais uma noite com seu amado distante.
O videoclipe da música foi lançado em março de 1998. Mostra muitas cenas de Carey deitada em uma embarcação submersa em um grande corpo de água, enquanto lamentava seu amante perdido. Em direção ao clímax do vídeo, Carey e seu interesse amoroso sobem em um farol e se acariciam sob o céu noturno. "My All" foi apresentado ao vivo em várias ocasiões, incluindo o World Music Awards de 1998 e o Blockbuster Entertainment Awards, Saturday Night Live, The Rosie O'Donnell Show e vários programas europeus de televisão e música. A música também fez parte da turnê mundial de Carey, Butterfly World Tour, em 1998, e foi apresentada em muitas turnês e shows futuros. David Morales produtor de house music, remixou a música, que foi tocada ao vivo como um medley com o original.
"My All" foi bem recebido pelos críticos de música contemporânea e teve forte atuação em vários mercados da música. Nos Estados Unidos, a música se tornou a décima terceira posição número um de Carey no ranking da Billboard Hot 100, e foi certificada como platina pela Recording Industry Association of America (RIAA). Em toda a Europa, a música tocou moderadamente, chegando ao número quatro no Reino Unido e entre os dez primeiros na Bélgica (Valônia), França, Espanha e Suíça. Na França, devido às fortes vendas, a música foi certificada em prata pela Syndicat National de l'Édition Phonographique (SNEP).

## Antecedentes
Carey começou a compôr para Butterfly no final de 1996. Ela considerou esse período como "um momento de redefinição para si mesma", no qual começou a desenvolver o tipo de música que realmente amava: R&B contemporâneo e hip-hop. Adicionalmente, a artista começou a incorporar outros gêneros em sua composição, com o objetivo de auxiliá-la a desenvolver novas ideias e melodias. Ela afirmou que os sentimentos mistos sentidos por si naquele momento de sua vida foram importantes durante o processo de criação de "My All", já que podia "derramar ela própria e todas as sensações em qualquer coisa que estivesse escrevendo à época". Em uma entrevista concedida a Fred Bronson, Carey explicou como sua visita a Porto Rico e seus sentimentos ajudaram-na na canção:
| “ | Eu fui a Porto Rico e estava influenciada pela música latina naquela época. Quando eu voltei, a melodia estava em minha mente. Era um momento melancólico em minha vida e a canção reflete a ânsia que estava dentro de mim. Era como estar em uma situação na qual você quer se libertar mas não consegue, então você está confinado muito embora esteja liberando essas emoções nas letras das músicas e no ato de cantar. Por isso eu acho que muitas pessoas se sentiram fortes ouvindo essa faixa, já que a emoção é clara quando você a ouve. | ” |

A estadunidense começou a infundir sua personalidade em seu trabalho. Durante seu tempo de visita ao território porto-riquenho, ela influenciou-se pela cultura latina, e começou a harmonizar e cantar as músicas ouvidas lá. Quando retornou para Nova Iorque, a melodia já tinha sido completada e Carey começou a trabalhar na faixa com Walter Afanasieff em São Francisco.

## Gravação
Carey e Afanasieff trabalharam juntos desde o álbum de estreia da cantora (1990). Juntos, eles escreveram os maiores sucessos da artista naquela época, como "Hero" e "One Sweet Day". "My All" tornar-se-ia a última colaboração entre os dois; o compositor não apareceu nos créditos de nenhum dos discos seguintes da cantora. Durante o processo de composição, Carey estava no meio de seu divórcio com Tommy Mottola. Afanasieff, que desenvolveu relações com ambos, estava no centro da crise. Desta forma, ele teve dificuldades ao gravar a faixa com a musicista, uma vez que o relacionamento deles já estava tenso durante o divórcio. O compositor estava empregado por Mottola e pela Columbia Records, e trabalhou extensivamente com Mariah no estúdio. Ele explicou o ocorrido para Fred Bronson: "Eu precisava manter uma relação muito forte com Tommy. Durante esse período, o começo do fim deles, eu tinha de me afastar mais que o normal dela pois estava passando por um momento difícil. Ela sentia que o término de seu relacionamento com Tommy era também uma limpeza do que ela era. Ela sentiu que o que estava lançando eram baladas pop excessivamente sentimentais e que ele estava inflexível quanto a isso. Eu tive que sair e falar: 'Mariah, você precisa se redefinir, tudo bem. Estou aqui fazendo música e quando você quiser voltar e fazer novamente, estarei aqui'".
A obra foi escrita no estúdio residencial de Carey, localizado no norte do estado de Nova Iorque, e foi gravada no estúdio de Afanasieff em São Francisco. Depois de apresentá-lo a melodia desenvolvida em Porto Rico, ele começou a tocar os acordes no piano e ela cantou o tema, dirigindo-o. Produziram o refrão, e a estadunidense fez os versos deste, enquanto o produtor adicionou um groove de bateria na melodia básica. De acordo com Walter, foram usadas todas as influências latinas possíveis. Embora não tenha passado muito tempo com seu avô paterno venezuelano, a cantora afirmou que a música do país estava "definitivamente subconscientemente" dentro de si. Por outro lado, o compositor nasceu no Brasil e ouviu composições do país e da Rússia durante toda a sua vida. Ainda para Bronson, ele explicou os passos seguidos durante o processo de criação de "My All":
| “ | Eu me lembro de estar no estúdio, e nós sentados lá tarde da noite escrevendo. Eu estava passeando por alguns sons e um de uma guitarra acústica me chamou atenção. Eu fiz mudanças nos acordes que levaram à 'My All'. Ela começou a cantar e eu a tocar, e conseguimos a base da canção. Eu coloquei um groove de bateria e foi uma das faixas mais fáceis de escrever com ela. | ” |

## Estrutura musical e letra
Com uma duração total de três minutos e cinquenta segundos (3:50), "My All" é uma canção de movimento balada com um andamento lento, que mistura batidas de R&B contemporâneo, guitarras latinas e melodias de acorde. Além disso, apresenta o uso sutil de uma percussão latina no primeiro refrão, e foi produzida por Mariah Carey e Walter Afanasieff. Tem um "som viçoso", como descrito por Chris Nickson em seu livro Mariah Carey revisited: her story, e possui arpejos de guitarra sintéticos produzidos em estúdio. A faixa foi igualada ao estilo musical de Toni Braxton, conhecido por ser composto de "sons de R&B suaves e lentos".
A letra foi escrita por Carey e Afanasieff. De acordo com a partitura publicada pela Sony/ATV Music Publishing, está definida no tempo de assinatura comum com um metrônomo de 52 batidas por minuto. Composta na chave de sol menor com um alcance vocal que vai desde a nota baixa de si até a nota alta de fá; o piano e a guitarra vão da baixa até a alta de sol bemol. Segue a progressão harmônica básica de lá bemol e fá bemol. A composição é diferente de tudo que a artista já tinha experimentado antes, incorporando a cultura latina de maneira forte. A instrumentação e o arranjo vocal usados na música foram comparados às produções de Babyface, já que possuem "suaves múrmuros de R&B e melodias de guitarra". Sua letra representa uma mulher solitária afirmando que daria "seu tudo" apenas para ter mais uma noite com seu distante amado.

## Crítica profissional
A canção conseguiu aclamação por parte dos críticos musicais após o seu lançamento. Stephen Thomas Erlewine, da base de dados Allmusic, escolheu-a como um dos três destaques de Butterfly. Larry Flick, da revista Billboard, elogiou-a, dando-lhe o adjetivo de "pedra preciosa". Flick também a descreveu como "espumante com um sabor de casa que é suavemente reminiscente da marca registrada de Toni Braxton, 'Un-Break My Heart'". Ao analisar o disco, o redator também deu sua opinião sobre o remix de David Morales, escrevendo: "Morales atravessa a barreira entre a agressão underground e a fofura do pop das rádios com facilidade enganosa, criando uma obra ancorada com uma linha de baixo forte e embelezada com vibrantes sintetizadores. São dez minutos de pura alegria disco". Escrevendo para a Entertainment Weekly, David Browne apreciou a instrumentação, notando a guitarra "gentilmente arrancada". Browne concluiu que é "a melhor faixa de Babyface não produzida por Babyface".

## Presença em "Corpo Dourado Internacional"
My All integrou a trilha sonora internacional da novela "Corpo Dourado" de Antonio Calmon, exibida pela TV Globo em 1998. Na trama a canção foi tema da personagem "Chico", interpretada por Humberto Martins.

## Outras versões
Foram criados dois remixes a partir de "My All"; o primeiro é uma versão intitulada "My All/Stay Awhile (So So Def Remix)", derivada principalmente do R&B contemporâneo. Carey regravou seus vocais para a nova vertente, criando-a com base em uma amostra de "Stay a Little While, Child.", da banda Loose Ends. O primeiro verso e e o refrão de "My All" são misturados com os de "Stay a Little While, Child." Foi produzida por Jermaine Dupri e apresenta rap por Lord Tariq and Peter Gunz. O single possui ainda uma versão sem a presença da dupla. O segundo é uma edição dance criada por David Morales. Conhecida como "Classic Club Mix", a vertente é a primeira colaboração entre Morales e Carey na qual a cantora não precisou gravar novamente seus vocais. Consequentemente, é bastante parecida com a original em termos de progressão harmônica, embora tenham sido adicionados vocais novos. O remix foi apresentado diversas vezes pela artista em suas turnês, a partir mistura com a criação original.
Uma edição em espanhol foi criada e nomeada "Mi Todo". Ao contrário do ocorrido com "Hero" (1993) e "Open Arms" (1995), a artista cantou a música em um tom diferente da normal, em inglês. A primeira linha da composição foi traduzida de maneira errônea e estava incorreta gramaticalmente. A cantora mencionou em seu website mais tarde que só gravaria outra canção em espanhol caso tivesse certeza que a gramática e a pronúncia estivessem corretas. Foi a última obra de Carey a ser gravada em espanhol. Foi criado um remix para essa vertente também, embora tenha sido lançado apenas como um single promocional no México.

## Vídeos musicais

A pintura O Nascimento de Vênus, de Sandro Botticelli, foi a fonte de inspiração para duas cenas do vídeo musical da versão original de "My All".

"My All" e  "My All/Stay Awhile (So So Def Remix)" tiveram vídeos musicais diferentes. O da versão original foi filmado em Porto Rico e dirigido pelo fotógrafo Herb Ritts. Com uma duração de quase quatro minutos, a produção inicia-se com Carey deitada em um navio capotado em uma praia, olhando para o céu e lamentando o fato de seu amado estar distante. Na cena seguinte, ele aparece no topo de um farol no meio do oceano, à procura de sua companheira. Outras sequências mostram apresentam a cantora deitada em uma grande concha, molhada e vulnerável. Pouco depois, a artista começa a andar em uma trajeto de flores brancas, até chegar ao farol onde seu parceiro se encontra. Após o segundo verso da faixa, Carey e o homem trocam carícias e abraços; depois de um momento mais íntimo, ela volta à trilha de flores, feliz e sorrindo. As cenas da estadunidense deitada no navio e na frente das flores foram inspiradas pela pintura O Nascimento de Vênus, de Sandro Botticelli. De acordo com o autor Chris Nickson, a musicista deitada no navio capotado representa sua vulnerabilidade sem seu amado, destacando o anelo enfatizado na canção.
Diane Martel dirigiu a vertente do "So So Def Remix", filmada em forma granulada com o objetivo de simular um vídeo caseiro. Possui aparições de Dupri, Tariq e Gunz. A obra começa com Carey e Dupri em uma pequena reunião social, descansando e aproveitando a companhia um do outro. Enquanto o tempo progressa, os outros dois artistas chegam à casa, em conjunto com vários outros convidados. Eles começam a dançar, enquanto saboreiam o coquetel à beira da piscina. Quando chega ao seu clímax, o vídeo possui sequências nas quais Carey canta em um quintal, enquanto o trio junta-se a ela no deck da piscina.

## Apresentações ao vivo

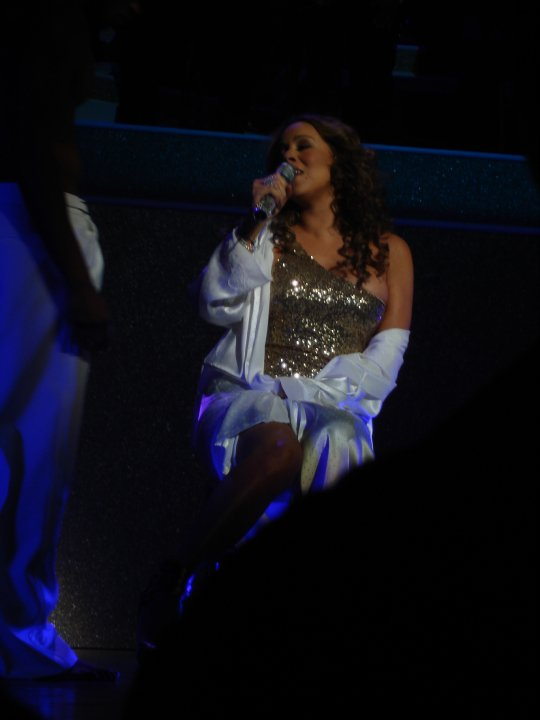
Carey performando "My All" durante um show em Las Vegas

"My All" foi apresentado em várias apresentações ao vivo na televisão, bem como na maioria das turnês de Carey após o lançamento da música. Carey cantou "My All" pela primeira vez no Saturday Night Live em 15 de novembro de 1997. A apresentação contou com um guitarrista. Mais tarde, Carey tocou a música no World Music Awards de 1998 , completando o remix original e dance como um medley. A apresentação foi transmitida via satélite na turnê de Carey na época, que foi transmitida em uma telão. No Blockbuster Entertainment Awards em 1998, Carey cantou a versão original da música, apresentando uma orquestra completa e vocais de fundo ao vivo.
Carey foi uma das cinco artistas do VH1 Divas de 1998 , onde cantou "My All", bem como o remix dance. A música foi tocada no programa de paradas musicais britânico, Top of the Pops, onde foi realizada uma mistura ao vivo das versões original e dance. "My All" foi apresentado durante a digressão Butterfly World Tour em 1998. Para as apresentações no Japão, Carey contou com um guitarrista latino e vocais de apoio. O guitarrista esteve presente durante o recital da música durante toda a turnê, substituindo a orquestra usada durante suas aparições na televisão. Para os shows, Carey usava uma roupa bege, com penteados variados. Nenhuma versão remix foi executada durante a digressão.
Em sua turnê mundial turnê mundial Rainbow (2000), Carey apresentou a versão original da música, mais uma vez apresentando a orquestra e os vocais femininos ao vivo. 2 anos depois, em 7 de dezembro de 2002, Carey apresentou a versão original de "My All" na frente de uma multidão de 50.000 pessoas, no concerto de encerramento do Teletón Mexicano, que ocorreu no Estádio Azteca do país. Desde a turnê mundial Charmbracelet em 2004, Carey não executou a versão completa do original, substituindo-o pelo remix dance após o segundo verso. Durante os shows na The Adventures of Mimi, Carey vestiu um biquíni preto e uma capa combinando, enquanto apresentava um cantor e duas cantoras. Na Angels Advocate Tour (2010), ela executou as versões originais e do remix dance, vestindo uma roupa vermelha enquanto cantava a música sentada. Novamente, o remix original e dance foi apresentado como um medley, apresentando os mesmos vocais de fundo da turnê anterior. Depois de completar a música, Carey foi levada por um dançarino sem camisa e levada do palco para uma mudança de figurino, enquanto o vocais de fundo continuava na versão dance.

## Versões cover
Em 25 de fevereiro de 2014, Alisa Kozhikina, representante da Rússia no Festival Eurovisão da Canção Júnior 2014 venceu nas grandes finais de Golos Deti, a edição infantil russa do The Voice, apresentando uma versão russa da música chamada "Vsyo".

## Créditos e equipe
Créditos adaptados das notas do encarte de Butterfly.
Equipe
| - Mariah Carey – vocais, composição, produção, arranjo - Walter Afanasieff – composição, produção, arranjo, teclados, sintetizadores, programação - Dan Shea – teclados adicionais, bateria, programação de ritmos, design de som, programação de computadores | - Dana Jon Chappelle – engenheiro de áudio - Mike Scott – engenheiro de áudio - Ian Dalsemer – engenheiro assistente - Mick Guzauski – mixagem - Bob Ludwig – masterização |

## Formatos e faixas
| CD Single americano 1. "My All" – 3:51 2. "Breakdown" – 4:58 CD Maxi Single americano 1. "My All (Versão do álbum) – 3:51 2. "My All (Classic Club Mix) – 9:06 3. "Breakdown (The Mo Thugs Remix) – 4:58 4. "The Roof (Remix With Mobb Deep) – 5:29 5. "Fly Away (Fly Away Club Mix) – 9:50 CD /12 Maxi Single americano 1. "My All/Stay Awhile (So So Def Mix With Lord Tariq & Peter Gunz) – 4:33 2. "My All/Stay Awhile (So So Def Mix Without Rap) – 3:46 3. "My All (Morales My Club Mix) – 7:08 4. "My All (Morales Def Club Mix) – 7:16 5. "The Roof (Morales Funky Club Mix) – 8:28 | CD Maxi Single europeu 1. "My All" (Versão do álbum) – 3:51 2. "My All" (Morales Classic Radio Mix) – 4:21 3. "My All" (Morales Classic Club Mix) – 9:06 4. "My All" (Full Crew Main Mix) – 4:40 5. "My All" (Full Crew Radio Mix) – 3:57 12" Single americano 1. "My All" (Classic Club Mix) – 9:06 2. "The Roof" (Mobb Deep Mix) – 5:29 3. "Breakdown" (The Mo'Thugs Remix) – 4:58 4. "Fly Away" (Butterfly Reprise) (Fly Away Club Mix) – 9:50 12" Single europeu 1. "My All" (Classic Club Mix) – 9:06 2. "My All" (My Club Mix) – 7:08 3. "My All" (Versão do álbum) – 3:51 4. "My All" (Classic Radio Club Mix) – 4:15 |

## Desempenho nas paradas musicais
| Tabela musical (1998)                         | Melhor posição |
| --------------------------------------------- | -------------- |
| Alemanha (Official German Charts)             | 30             |
| Austrália (ARIA)                              | 39             |
| Áustria (Ö3 Austria Top 75)                   | 31             |
| Bélgica (Ultratop 50 de Flandres)             | 38             |
| Bélgica (Ultratop 50 da Valônia)              | 9              |
| Canadá (Canadian Singles Chart)               | 12             |
| Canadá (RPM Adult Contemporary)               | 14             |
| Escócia (Scottish Singles Chart)              | 12             |
| Espanha (AFYVE)                               | 9              |
| Estados Unidos (Billboard Hot 100)            | 1              |
| Estados Unidos (Billboard Adult Contemporary) | 18             |
| Estados Unidos (Billboard Dance Club Songs)   | 5              |
| Estados Unidos (Billboard R&B/Hip-Hop Songs)  | 4              |
| Estados Unidos (Billboard Mainstream Top 40)  | 18             |
| Estados Unidos (Billboard Rhythmic)           | 8              |
| Europa (European Hot 100 Singles)             | 9              |
| França (SNEP)                                 | 6              |
| Irlanda (IRMA)                                | 21             |
| Noruega (VG-lista)                            | 15             |
| Nova Zelândia (Recorded Music NZ)             | 21             |
| Países Baixos (Dutch Top 40)                  | 32             |
| Países Baixos (Single Top 100)                | 32             |
| Polônia (LP3)                                 | 26             |
| Reino Unido (UK Singles Chart)                | 4              |
| Reino Unido (OCC UK R&B)                      | 2              |
| Suécia (Sverigetopplistan)                    | 14             |
| Suíça (Schweizer Hitparade)                   | 7              |

| Tabela musical (1998)                            | Melhor posição |
| ------------------------------------------------ | -------------- |
| Bélgica (Ultratop 50 Wallonia)                   | 59             |
| Canadá (RPM Adult Contemporary)                  | 82             |
| Estados Unidos (Billboard Hot 100)               | 17             |
| Estados Unidos (Billboard Hot R&B/Hip-Hop Songs) | 24             |
| França (SNEP)                                    | 35             |
| Países Baixos (Dutch Top 40)                     | 206            |
| Reino Unido (Official Charts Company)            | 130            |
| Suécia (Sverigetopplistan)                       | 78             |
| Suíça (Schweizer Hitparade)                      | 41             |

| Tabela musical (1990–99)           | Melhor posição |
| ---------------------------------- | -------------- |
| Estados Unidos (Billboard Hot 100) | 99             |

## Vendas e certificações
| Região | Certificação | Vendas    |
| --- | ------------ | --------- |
| Estados Unidos (RIAA)                                                                                        | Prata        | 125,000^  |
| França (SNEP)                                                                                                | Platina      | 1,484,000 |
| Reino Unido (BPI)                                                                                            | Prata        | 200,000‡  |
| ^distribuições baseadas apenas na certificação ‡vendas+valores de streaming baseados somente na certificação |              |           |